# Have You Ever Really Loved a Woman?
Have You Ever Really Loved a Woman? è una canzone del 1995 scritta da Bryan Adams, Michael Kamen e Robert John "Mutt" Lange per la colonna sonora del film Don Juan De Marco - Maestro d'amore.

## La canzone
La melodia del brano è utilizzata come tema principale nel corso di tutto il film, mentre la canzone viene eseguita per tre volte durante la pellicola, due volte da vari artisti in lingua spagnola, e nella versione di Adams durante i titoli di coda.
La versione registrata da Adams, che si avvale della collaborazione del chitarrista flamenco Paco de Lucía, è presente sia nel CD della colonna sonora del film che nell'album 18 til I Die.
Il singolo ha raggiunto la vetta della Billboard Hot 100 negli Stati Uniti (oltre 600 000 copie vendute), dove è rimasta per cinque settimane ed ha ottenuto una nomination agli Oscar come Miglior canzone originale; si tratta della seconda nomination di Adams agli Oscar dopo quella ricevuta da (Everything I Do) I Do It for You nel 1992.

## Video musicale
Il videoclip della canzone è stato girato a Malaga, presso la Casa los Pavos Reales. Nel cast compaiono Cecilie Thomsen e Amira Casar. Il video è stato diretto dal fotografo Anton Corbijn e trasmesso per la prima volta nel maggio del 1995.
Il video alterna scene del film, con altre in cui viene mostrato Bryan Adams con indosso la propria maschera.

## Tracce
1. Have You Ever Really Loved a Woman? – 4:52
2. Low Life – 4:17

## Classifiche

### Classifiche settimanali
| Classifica (1995)                | Posizione massima |
| -------------------------------- | ----------------- |
| Australia                        | 1                 |
| Austria                          | 1                 |
| Belgio (Fiandre)                 | 3                 |
| Belgio (Vallonia)                | 2                 |
| Canada                           | 1                 |
| Danimarca                        | 3                 |
| Europa                           | 1                 |
| Finlandia                        | 7                 |
| Francia                          | 5                 |
| Germania                         | 3                 |
| Irlanda                          | 3                 |
| Italia                           | 10                |
| Norvegia                         | 5                 |
| Nuova Zelanda                    | 9                 |
| Paesi Bassi                      | 2                 |
| Regno Unito                      | 4                 |
| Regno Unito (physical)           | 4                 |
| Stati Uniti                      | 1                 |
| Stati Uniti (adult contemporary) | 1                 |
| Stati Uniti (adult top 40)       | 21                |
| Stati Uniti (pop)                | 5                 |
| Stati Uniti (rhythmic)           | 29                |
| Svezia                           | 6                 |
| Svizzera                         | 1                 |

### Classifiche di fine anno
| Classifica (1995) | Posizione |
| ----------------- | --------- |
| Australia         | 6         |
| Austria           | 6         |
| Belgio (Fiandre)  | 9         |
| Belgio (Vallonia) | 8         |
| Canada            | 5         |
| Francia           | 13        |
| Germania          | 6         |
| Italia            | 90        |
| Nuova Zelanda     | 27        |
| Paesi Bassi       | 17        |
| Stati Uniti       | 16        |
| Svezia            | 14        |
| Svizzera          | 1         |

### Classifiche di fine decennio
| Classifica (1990–1999) | Posizione |
| ---------------------- | --------- |
| Austria                | 16        |
| Stati Uniti            | 54        |